# Guillermo Pimentel
Guillermo Pimentel (nacido el 5 de octubre de 1992 en Haina) es un jardinero dominicano de ligas menores que pertenece a los Marineros de Seattle. Pimentel se encontraba entre uno de los 10 mejores prospectos para la temporada 2011, ocupó el 5º lugar de acuerdo a la revista Baseball America.
El 3 de julio de 2009, Pimentel firmó con los Marineros de Seattle después de meses de especulaciones de que iba a firmar con los Rangers de Texas. Comenzó su carrera con los Marineros de Arizona League Mariners un año más tarde.